# Saint-Gildas
Saint-Gildas är en kommun i departementet Côtes-d'Armor i regionen Bretagne i nordvästra Frankrike. Kommunen ligger i kantonen Quintin som tillhör arrondissementet Saint-Brieuc. År 2022 hade Saint-Gildas 242 invånare.

## Befolkningsutveckling
Antalet invånare i kommunen Saint-Gildas
Referens:INSEE